# Korean Destroyer eXperimental
Korean Destroyer eXperimental (KDX, рус. Корейский экспериментальный эсминец — масштабная кораблестроительная программа, развёрнутая в Республике Корея. Программа включает разработку и строительство трёх типов и одного подтипа боевых кораблей:
- KDX-I — эсминец водоизмещением 3800 т;
- KDX-II — эсминец водоизмещением 5500 т;
- KDX-III — эсминец с системой «Иджис» водоизмещением 11 000 т;
- KDX-IIA — планируемая модификация эсминцев типа KDX-II водоизмещением 5500–7500 т, оснащённая системой «Иджис».

## Эскадренные миноносцы типа «Квангэтхо Тэван»(KDX-I)
| Название             | Номер   | Верфь                   | Спущен     | В строю    | Списан | Статус  |
| -------------------- | ------- | ----------------------- | ---------- | ---------- | ------ | ------- |
| Gwanggaeto the Great | DDH-971 | Daewoo Heavy Industries | 28.10.1996 | 24.07.1998 |        | В строю |
| Eulji Mundeok        | DDH-972 | Daewoo Heavy Industries | 16.10.1997 | 30.08.1999 |        | В строю |
| Yang Manchun         | DDH-973 | Daewoo Heavy Industries | 30.09.1998 | 29.06.2000 |        | В строю |

## Эскадренные миноносцы типа «Чхунмугон Ли Сунсин»(KDX-II)
| Название               | Номер   | Верфь                                    | Спущен     | В строю    | Списан | Статус  |
| ---------------------- | ------- | ---------------------------------------- | ---------- | ---------- | ------ | ------- |
| Chungmugong Yi Sun-sin | DDH-975 | Daewoo Shipbuilding & Marine Engineering | 15.05.2002 | 30.11.2003 |        | В строю |
| Munmu the Great        | DDH-976 | Hyundai Heavy Industries                 | 11.04.2003 | 30.09.2004 |        | В строю |
| Dae Jo-yeong           | DDH-977 | Daewoo Shipbuilding & Marine Engineering | 12.11.2003 | 30.06.2005 |        | В строю |
| Wang Geon              | DDH-978 | Hyundai Heavy Industries                 | 04.05.2005 | 10.11.2006 |        | В строю |
| Gang Gam-chan          | DDH-979 | Daewoo Shipbuilding & Marine Engineering | 16.03.2006 | 01.10.2007 |        | В строю |
| Choe Yeong             | DDH-981 | Hyundai Heavy Industries                 | 20.10.2006 | 04.09.2008 |        | В строю |

## Эскадренные миноносцы типа «Король Седжон»(KDX-III)
| Название             | Номер   | Верфь                                    | Спущен     | В строю    | Статус  |
| -------------------- | ------- | ---------------------------------------- | ---------- | ---------- | ------- |
| Sejong the Great     | DDG-991 | Hyundai Heavy Industries                 | 25.05.2007 | 22.12.2008 | В строю |
| Yulgok Yi I          | DDG-992 | Daewoo Shipbuilding & Marine Engineering | 14.11.2008 | 31.08.2010 | В строю |
| Seoae Yu Seong-ryong | DDG-993 | Hyundai Heavy Industries                 | 24.03.2011 | 30.08.2012 | В строю |